# Фрэйзер, Джеймс Каннингем
Джеймс Каннингем Фрэйзер (англ. James Cunningham Fraser, 1827 — 6 августа 1876) — шотландский шахматист, неофициальный чемпион Шотландии 1867 г.
Жил в Эдинбурге, играл в соревнованиях местного шахматного клуба. Пик шахматной карьеры Фрэйзера пришелся на 1867 г., когда он принял участие в международном турнире в Данди. В главном турнире он разделил 7—8 места со своим однофамильцем Дж. Б. Фрэйзером (партия между ними не состоялась ввиду выхода Дж. Б. Фрэйзера из турнира). После главного соревнования был проведен также турнир по нокаут-системе с 16 участниками. Фрэйзер вышел в финал, где встретился с будущим чемпионом мира В. Стейницем. В этой партии Фрэйзер просрочил время. Санкций за просрочку не было предусмотрено. Противники согласились разделить победу, поскольку Стейниц опаздывал на пароход и не мог участвовать в переигровке. Тогда же был проведен турнир сильнейших шотландских шахматистов, фактически неофициальный чемпионат Шотландии. Фрэйзер занял в этом турнире 1-е место, набрав 6 очков из 7.